# Sawyer Brown
Sawyer Brown is een Amerikaanse countrymuziekband. Het werd in 1981 opgericht in Apopka, Florida, door Mark Miller (zang, slaggitaar), Gregg 'Hobie' Hubbard (keyboards, zang), Bobby Randall (gitaren, zang), Joe 'Curly' Smyth (drums) en Jim Scholten (basgitaar). De vijf muzikanten waren oorspronkelijk lid van de roadband van countryzanger Don King, maar kozen ervoor om bij elkaar te blijven nadat King in 1981 met pensioen was gegaan. Na te hebben deelgenomen aan de tv-wedstrijdserie Star Search en de hoofdprijs van die show te hebben gewonnen, tekenden ze in 1984 bij Capitol Records. De band nam op voor Capitol tussen toen en 1991 en voor Curb Records tussen toen en 2005, behalve voor een korte tijd in 2003 toen ze hadden getekend bij Lyric Street Records. Duncan Cameron, voorheen van de Amazing Rhythm Aces, verving Randall in 1991 en Shayne Hill verving hem in 2004.
Sawyer Brown heeft achttien studioalbums uitgebracht en is meer dan vijftig keer in de hitlijsten van Hot Country Songs verschenen, waaronder de drie #1 singles Step That Step (1985), Some Girls Do (1992) en Thank God for You (1993). Het geluid van de band wordt grotendeels bepaald door countrypop- en rockmuziekinvloeden, met covers van liedjes van George Jones, Michael Johnson en Dave Dudley ook tot hun hitsingles. Artiesten met wie ze hebben samengewerkt zijn Randy Scruggs, Joe Bonsall en Mac McAnally.

## Bezetting
Leden
- Mark Miller
- Gregg 'Hobie' Hubbard
- Jim Scholten
- Joe 'Curly' Smyth
- Shayne Hill

Voormalige leden
- Bobby Randall
- Duncan Cameron

## Geschiedenis
De leden van de band maakten oorspronkelijk deel uit van de roadband van countrypopzanger Don King. Toen King in 1981 stopte met toeren, besloot de band bij elkaar te blijven. De band speelde tot vijf optredens per nacht, zes dagen per week (een tijdje in Knight's Corral, op Nolensville Rd., in Nashville (Tennessee), als Bobby, Mark en Sandgap), totdat ze auditie deden voor het tv-programma Star Search in 1983. Ze wonnen de hoofdprijs van $ 100.000 en een platencontract. De band koos oorspronkelijk voor de naam Savanna. Toen een andere band met een gelijkaardige naam opkwam, besloot de band van naam te veranderen. Ze ontmoetten elkaar op het kantoor van hun manager in Nashville en begonnen in de telefoonboeken in de omgeving te kijken voor inspiratie. Ze landden blindelings op de naam van de nabijgelegen verkeersader Sawyer Brown Road en kozen als nieuwe bandnaam Sawyer Brown. De band tekende bij Capitol Records en scoorde in 1984 een Top 20-hit met hun eerste single Leona. Dat succes werd snel gevolgd door hun eerste #1-hit Step That Step. De band had zijn ups en downs in de hitparaden tijdens de jaren 1980 en scoorde slechts sporadische Top 10-hits. In 1990 hadden ze echter genoeg hits verzameld voor een Greatest Hits-pakket en waren ze succesvol in het tourneecircuit.
Oorspronkelijk stond Sawyer Brown bekend om een voornamelijk countrypopgeluid, dat grotendeels gedomineerd werd door nieuwe songs. In 1991 begon de band echter een serieuzere kant aan haar muziek te uiten door ballads aan haar repertoire toe te voegen. Dat jaar verbrak de band ook zijn band met Capitol Records en Curb Records nam de promotie en distributie van alle volgende albums en singles over (behalve 2003, toen Sawyer Brown tijdelijk overstapte naar Lyric Street Records). Bobby Randall verliet ook de band in 1991 en werd vervangen door Duncan Cameron. Cameron vertrok vervolgens in 2004, waarbij Shayne Hill de rol van leadgitarist op zich nam.
In 1991, na het uitbrengen van hun album Buick, verliet gitarist Bobby Randall de band om dicht bij zijn familie te blijven en de kortstondige tv-talentenjacht Be A Star te organiseren. Duncan Cameron, voorheen van The Amazing Rhythm Aces, werd gekozen als zijn vervanger, net toen Sawyer Brown op het punt stond de "it"-band van de countrymuziek te worden. De band wisselde vervolgens van label, verhuisde naar Curb Records en bracht de albums The Dirt Road, Café On The Corner en Outskirts Of Town uit, die begin tot midden jaren 1990 hit na hit voor de band zagen.
Een deel van het nieuwe succes van de band was te danken aan singer-songwriter Mac McAnally, die verschillende nummers voor de band schreef. De door McAnally geschreven nummers, meestal ballads, hielpen Sawyer Brown te herdefiniëren, die tot dan toe door veel critici werd beschimpt als een flamboyante 'kauwgom'-popact die stijl boven inhoud benadrukte. De laatste single The Walk van het album Buick zou het keerpunt zijn voor de band. Na The Walk scoorde de band een aantal Top 5- en Top 10-hits, waaronder nog 2 Billboard #1 hits met Some Girls Do (1992) en Thank God for You (1993), die Mark Miller samen met Mac McAnally schreef. In 1995 had Sawyer Brown genoeg hits voor een tweede Greatest Hits-pakket. Het album Greatest Hits 1990-1995, bevatte de twee nieuwe singles This Time en I Don't Believe in Goodbye, die zelf Top 5-hits werden.
In de tweede helft van de jaren 1990 leek de band geleidelijk uit de gratie te vallen bij countryradio, ondanks een crossover-hit in 1999 met Drive Me Wild. Ze scheidden in 2003 van Curb Records en tekenden bij Lyric Street Records. Een single werd uitgebracht bij Lyric Street voordat Sawyer Brown dat label ook verliet. In 2004 keerde de band terug naar Curb Records, net toen Duncan Cameron besloot de band te verlaten om een levenslange droom na te streven om voor Southwest Airlines te vliegen. Gitarist Shayne Hill verving Duncan als gitarist, hoewel zowel Cameron als Hill in de aftiteling staan op Mission Temple Fireworks Stand. Het titelnummer van het album met Robert Randolph piekte op #55. De tweede single They Don't Understand was een kleine Top 40-hit in de countryhitlijst en Top 20 in de Christian singlehitlijst.
Sawyer Brown heeft twintig studioalbums uitgebracht, waarvan er drie in de Verenigde Staten gecertificeerd zijn met goud voor de verkoop van 500.000 exemplaren. Meer dan vijftig van hun singles zijn de Verenigde Staten binnengekomen in de Billboard Hot Country Songs-hitlijsten, waaronder drie #1 singles. Sawyer Brown ontving ook een Horizon Award van de Country Music Association in 1985, evenals een «Vocal Group of the Year»-prijs in 1997 van de Academy of Country Music en vijf «Vocal Band of The Year» Awards van de TNN Music City News Country Awards.
Sawyer Brown schreef The Nebraska Song ter ere van Brook Berringer, een quarterback van Nebraska Cornhuskers, die op 18 april 1996 bij een vliegtuigongeluk om het leven kwam. (Het nummer is geschreven voor zijn dood). Mark Miller fungeerde ook als drager bij de begrafenis van Berringer. In 1998 verscheen de band in de Unforgiven: In Your House Pay Per View en voerde een lip-gesynchroniseerde versie uit van Some Girls Do met Jeff Jarrett. Tijdens de vroege jaren 2000 richtte Mark Miller het christelijke muzieklabel Beach Street Records op. Een van de eerste acts die hij voor het label produceerde, was Casting Crowns.

## Onderscheidingen
Country Music Association Awards
- 1985: CMA Horizon Award

Academy of Country Music Awards
- 1997: ACM Vocal Group of the Year

TNN/Music City News Country Music Awards
- 1993: Vocal Band of the Year
- 1994: Vocal Band of the Year
- 1995: Vocal Band of the Year
- 1996: Vocal Band of the Year
- 1997: Vocal Band of the Year
- 1998: Vocal Band of the Year

CMT Country Music Awards
- 1993: Video Group of the Year
- 1994: Video Group of the Year
- 1995: Video Group of the Year